# Lista de episódios de The Suite Life on Deck
Segue, abaixo, uma lista de episódios da série The Suite Life on Deck.

## Temporadas
| Temporada | Episódios     | Estreia Original                             | Estreia brasileira                               |
| --------- | ------------- | -------------------------------------------- | ------------------------------------------------ |
| 1         | 21            | 26 de Setembro de 2008 - 17 de Julho de 2009 | 14 de Dezembro de 2008 - 12 de Fevereiro de 2010 |
| 2         | 28 (2 duplos) | 7 de Agosto de 2009 - 18 de Junho de 2010    | 15 de Fevereiro de 2010 - 30 de Julho de 2010    |
| 3         | 22            | 2 de Julho de 2010 - 6 de Maio de 2011       | 17 de Dezembro de 2010 - 28 de Maio de 2011      |
| O Filme   | 4             | 25 de Março de 2011                          | 12 de Maio de 2013                               |

## Filmes
| # | Título                                       | Estreias                               | Audiência original (em milhões) | Produção        | Notas             |
| --- | -------------------------------------------- | -------------------------------------- | ------------------------------- | --------------- | ----------------- |
| 1 | "Zack & Cody: O Filme" The Suite Life Movie" | 25 de Março de 2011 12 de Maio de 2013 | 5.2                             | Outubro de 2010 | Gravado no Canadá |
| Zack e Cody recebem a oportunidade de participar do prestigiado Projeto Gemini, um centro de pesquisa que estuda o dinamismo entre gêmeos. Quando eles se dão por conta, percebem estar conectados de uma forma nunca vista antes: quando um sente qualquer sensação, ou pensa em algo, o outro passará pelo mesmo. Ao mesmo tempo que este novo poder ajuda os meninos a se auto-descobrirem, ele também os coloca em um grande perigo, o qual Zack e Cody jamais imaginaram. |                                              |                                        |                                 |                 |                   |

### Elenco
| Nome            | Personagem      | N° de Episódios Presente | N° de Episódios Ausente |
| --------------- | --------------- | ------------------------ | ----------------------- |
| Dylan Sprouse   | Zack Martin     | 73                       | 0                       |
| Cole Sprouse    | Cody Martin     | 73                       | 0                       |
| Brenda Song     | London Tipton   | 73                       | 0                       |
| Debby Ryan      | Bailey Pickett  | 64                       | 9                       |
| Phill Lewis     | Sr. Moseby      | 58                       | 15                      |
| Doc Shaw        | Marcus Little   | 23                       | 4 (dentro do elenco)    |
| Matthew Timmons | Woody Fink      | 49                       | 24                      |
| Erin Cardillo   | Emma Tutweiller | 24                       | 49                      |

## 1ª temporada: 2008–2009
- A temporada possui 21 episódios.
- Cole Sprouse, Dylan Sprouse e Brenda Song estão presente em todos os episódios.
- Debby Ryan e Phill Lewis não estão presentes em cinco episódios.
- Kim Rhodes participa de dois episódios.
- Ashley Tisdale participa de um episódio.
- Matthew Timmons está ausente em onze episódios.
- Erin Cardillo está presente em sete episódios.
- Rachael Bell participa de um episódio.
- Windell Middlebrooks está presente em quatro episódios.
- Selena Gomez, David Henrie, Jake T. Austin, Miley Cyrus e Emily Osment estão presentes em 1 episodio
- A Temporada estreou na TV Globinho no dia 5 de Julho de 2010 e terminou em 2 de Agosto do mesmo ano.

| #  | Título                                                                                           | Estreia EUA           | Estreia Brasil        | Código de produção |
| -- | ------------------------------------------------------------------------------------------------ | --------------------- | --------------------- | ------------------ |
| 1  | "Prontos Para Zarpar" "The Suite Life Sets Sail"                                                 | 26 de Setembro, 2008  | 14 de Dezembro, 2008  | 101                |
| 2  | "Ilha do Papagaio" "Parrot Island"                                                               | 27 de Setembro, 2008  | 16 de Janeiro, 2009   | 102                |
| 3  | "Quebrando o Ioiô" "Broke 'N' Yo-Yo"                                                             | 3 de Outubro, 2008    | 23 de Janeiro, 2009   | 107                |
| 4  | "O Rim do Mar" "The Kidney of the Sea"                                                           | 10 de Outubro, 2008   | 30 de Janeiro, 2009   | 103                |
| 5  | "Dançarinas do Show" "Showgirls"                                                                 | 17 de Outubro, 2008   | 20 de Fevereiro, 2009 | 104                |
| 6  | "Linha Internacional de Data" "International Dateline"                                           | 24 de Outubro, 2008   | 6 de Fevereiro, 2009  | 105                |
| 7  | "Isso Tudo É Grego Pra Mim" "It's All Greek to Me"                                               | 7 de Novembro, 2008   | 13 de Fevereiro, 2009 | 106                |
| 8  | "Confusão do Monstro Marinho" "Sea Monster Mash"                                                 | 14 de Novembro, 2008  | 27 de Fevereiro, 2009 | 108                |
| 9  | "Flores e Chocolate" "Flowers and Chocolate"                                                     | 21 de Novembro, 2008  | 6 de Março, 2009      | 109                |
| 10 | "Pra Você, Boo!" "Boo You"                                                                       | 5 de Dezembro, 2008   | 13 de Março, 2009     | 110                |
| 11 | "Harmonia do Mar" "seaHarmony"                                                                   | 12 de Dezembro, 2008  | 20 de Março, 2009     | 111                |
| 12 | "A Mamãe e o Swami" "The Mommy and the Swami"                                                    | 9 de Janeiro, 2009    | 17 de Abril, 2009     | 115                |
| 13 | "Maddie a Bordo" "Maddie on Deck"                                                                | 16 de Janeiro, 2009   | 27 de Março, 2009     | 112                |
| 14 | "Quando Em Roma..." "When in Rome..."                                                            | 23 de Janeiro, 2009   | 3 de Abril, 2009      | 113                |
| 15 | "Navipnotizada" "Shipnotized"                                                                    | 30 de Janeiro, 2009   | 10 de Abril, 2009     | 114                |
| 16 | "Mamãe e Papai a Bordo" "Mom and Dad on Deck"                                                    | 20 de Fevereiro, 2009 | 24 de Abril, 2009     | 117                |
| 17 | "As Coisas Erradas" "The Wrong Stuff"                                                            | 27 de Março, 2009     | 1 de Maio, 2009       | 118                |
| 18 | "Sereia & Lixo" "Splash & Trash"                                                                 | 17 de Abril, 2009     | 22 de Maio, 2009      | 119                |
| 19 | "Barulho de Palha Por Nada" "Mulch Ado About Nothing"                                            | 1 de Maio, 2009       | 8 de Agosto, 2009     | 116                |
| 20 | "Cruzeiro Para Uma Contusão" "Cruisin’ for a Bruisin’"                                           | 5 de Junho, 2009      | 23 de Julho, 2009     | 121                |
| 21 | "Dupla-Cruzada " (Parte 2 Do Especial "Feiticeiros a Bordo com Hannah Montana") "Double-Crossed" | 17 de Julho, 2009     | 12 de Fevereiro, 2010 | 120                |

## 2ª temporada: 2009-2010
- As filmagens desta temporada ocorreram de 19 de Abril de 2009 á 5 de Dezembro de 2009.
- Doc Shaw é incluído ao elenco principal da série no episódio 9, Colegas de Quarto
- Cole Sprouse, Dylan Sprouse e Brenda Song estão presente em todos os episódios.
- Debby Ryan e Doc Shaw (desde que entrou no elenco) não estão presentes em um episódio.
- Phill Lewis não está presente em seis episódios.
- A temporada possui dois episódios duplos.
- A temporada foi adquirida pela Rede Globo e foi exibida de 7 de Julho à 17 de Agosto de 2011.

| #  | # T | Título                                                | Estreia EUA                                 | Estreia Brasil        | Código de produção |
| -- | --- | ----------------------------------------------------- | ------------------------------------------- | --------------------- | ------------------ |
| 22 | 1   | "O Espião Que Me Empurrou" "The Spy Who Shoved Me"    | 7 de Agosto, 2009                           | 22 de Fevereiro, 2010 | 205                |
| 23 | 2   | "Ala-ka-suma!" "Ala-ka-scram!"                        | 14 de Agosto, 2009                          | 23 de Fevereiro, 2010 | 206                |
| 24 | 3   | "Na Linha do Dever" "In the Line of Duty"             | 21 de Agosto, 2009                          | 17 de Fevereiro, 2010 | 203                |
| 25 | 4   | "O Conquistador da Cozinha" "Kitchen Casanova"        | 4 de Setembro, 2009                         | 16 de Fevereiro, 2010 | 202                |
| 26 | 5   | "Partículas Inteligentes" "Smarticle Particles"       | 11 de Setembro, 2009                        | 15 de Fevereiro, 2010 | 201                |
| 27 | 6   | "Família Tailandesa" "Family Thais"                   | 18 de Setembro, 2009                        | 24 de Fevereiro, 2010 | 209                |
| 28 | 7   | "Sendo Bananas" "Goin' Bananas"                       | 25 de Setembro, 2009                        | 18 de Fevereiro, 2010 | 204                |
| 29 | 8   | "Perdidos no Mar" "Lost at Sea"                       | 2 de Outubro, 2009                          | 20 de Fevereiro, 2010 | 207/208            |
| 30 | 9   | "Colegas de Quarto" "Roomies"                         | 16 de Outubro, 2009                         | 25 de Fevereiro, 2010 | 210                |
| 31 | 10  | "Cruzando Jordin" Crossing Jordin"                    | 23 de Outubro, 2009                         | 4 de Março, 2010      | 213                |
| 32 | 11  | "Triângulo das Bermudas" "Bermuda Triangle"           | 13 de Novembro, 2009                        | 28 de Fevereiro, 2010 | 211                |
| 33 | 12  | "A Bela e os Tosquiados" "The Beauty and the Fleeced" | 20 de Novembro, 2009                        | 3 de Março, 2010      | 212                |
| 34 | 13  | "Zack e Cody na Suécia" "The Swede Life"              | 4 de Dezembro, 2009                         | 10 de Abril, 2010     | 215                |
| 35 | 14  | "A Mãe do Noivo" "Mother of the Groom"                | 8 de Janeiro, 2010                          | 17 de Abril, 2010     | 217                |
| 36 | 15  | "Os Desafiantes" "The Defiant Ones"                   | 15 de Janeiro, 2010                         | 17 de Abril, 2010     | 218                |
| 37 | 16  | "Qualquer Fantasia Dada" "Any Given Fantasy"          | 18 de Janeiro (XD) 22 de Janeiro (DC), 2010 | 5 de Julho, 2010      | 220                |
| 38 | 17  | "Rolando com os Holmies" "Rollin' with the Holmies"   | 29 de Janeiro, 2010                         | 10 de Abril, 2010     | 214                |
| 39 | 18  | "Você Pode Cavar Isto?" "Can You Dig It?"             | 12 de Fevereiro, 2010                       | 8 de Julho, 2010      | 223                |
| 40 | 19  | "Aprendiz de London" "London’s Apprentice"            | 26 de Fevereiro, 2010                       | 4 de Junho, 2010      | 219                |
| 41 | 20  | "Era Uma Vez Zack & Cody" "Once Upon a Suite Life"    | 5 de Março, 2010                            | 6 de Julho, 2010      | 225                |
| 42 | 21  | "Casamento 101" "Marriage 101"                        | 19 de Março, 2010                           | 16 de Julho, 2010     | 221                |
| 43 | 22  | "Comportamento de Modelo" "Model Behavior"            | 27 de Março, 2010                           | 30 de Julho, 2010     | 228                |
| 44 | 23  | "Agite o Kasbah" "Rock the Kasbah"                    | 16 de Abril, 2010                           | 7 de Julho, 2010      | 222                |
| 45 | 24  | "Eu Luto Pelas Baleias" "I Brake For Whales"          | 23 de Abril, 2010                           | 10 de Julho, 2010     | 216                |
| 46 | 25  | "Tele-Jornal Sete Mares" "Seven Seas News"            | 8 de Maio, 2010                             | 9 de Julho, 2010      | 224                |
| 47 | 26  | "Navio Estelar Tipton" "Starship Tipton"              | 14 de Maio, 2010                            | 26 de Julho , 2010    | 227                |
| 48 | 27  | "Ave Malvada" "Mean Chicks"                           | 11 de Junho, 2010                           | 23 de Julho, 2010     | 226                |
| 49 | 28  | "Separação em Paris" "Breaking in Paris"              | 18 de Junho, 2010                           | 30 de Julho, 2010     | 229/230            |

## 3ª temporada: 2010–2011
- Cole Sprouse, Dylan Sprouse e Brenda Song estão presentes em todos os episódios.
- Debby Ryan está ausente em três episódios.
- Doc Shaw está ausente em três episódios até sair do elenco no episódio Boa Viagem.
- Sean Kingston e Hutch Dano participam de 1 episódio.
- Matthew Timmons está ausente em 2 episódios.
- Zoey Deutch Esta presente em 7 episódios.
- Phill Lewis está ausente em cinco episódios.
- Rachael Bell está presente em três episódios.
- Kim Rhodes participa de dois episódios.
- Matthew Timmons não pertence ao elenco principal da série, mas participa de mais episódios do que Debby Ryan e Phill Lewis

| #  | # T. | Título                                                           | Estreia EUA                                        | Estreia Brasil        | Código de Produção | Audiência EUA em milhões |
| -- | ---- | ---------------------------------------------------------------- | -------------------------------------------------- | --------------------- | ------------------ | ------------------------ |
| 50 | 1    | "O Tratamento de Silêncio" "The Silent Treatement"               | 2 de Julho, 2010                                   | 1º de Janeiro, 2011   | 305                | 3.4                      |
| 51 | 2    | "Conto de Rato" "Rat Tale"                                       | 9 de Julho, 2010                                   | 18 de Janeiro, 2011   | 308                | N/A                      |
| 52 | 3    | "Então Você Acha Que Pode Namorar?" "So You Think You Can Date?" | 16 de Julho, 2010                                  | 19 de Janeiro, 2011   | 306                | 3.4                      |
| 53 | 4    | "Minha Oh Maya" "My Oh Maya"                                     | 23 de Julho, 2010                                  | 20 de Janeiro, 2011   | 301                | 4.0                      |
| 54 | 5    | "Submarino de Botas" "Das Boots"                                 | 30 de Julho, 2010                                  | 21 de Janeiro, 2011   | 303                | N/A                      |
| 55 | 6    | "Boa Viagem" "Bon Voyage"                                        | 20 de Agosto, 2010                                 | 24 de Janeiro, 2011   | 304                | 4.0                      |
| 56 | 7    | "Namoro no Computador" "Computer Date"                           | 27 de Agosto, 2010                                 | 25 de Janeiro, 2011   | 302                | N/A                      |
| 57 | 8    | "Em Festa!" "Party On!"                                          | 10 de Setembro, 2010                               | 26 de Janeiro, 2011   | 309                | 4.0                      |
| 58 | 9    | "Amor e Guerra" "Love and War"                                   | 24 de Setembro, 2010                               | 27 de Janeiro, 2011   | 311                | 2.8                      |
| 59 | 10   | "O Fantasma e o Sr. Martin" "The Ghost and Mr. Martin"           | 8 de Outubro, 2010                                 | 28 de Janeiro, 2011   | 310                | 3.3                      |
| 60 | 11   | "Problemas em Tókio" Trouble in Tókio"                           | 29 de Setembro, 2010 (XD) 15 de Outubro, 2010 (DC) | 29 de Janeiro, 2011   | 307                | 3.4                      |
| 61 | 12   | "Dia da Dispensa" "Senior Ditch Day"                             | 22 de Outubro, 2010                                | 27 de Maio, 2011      | 320                | 3.5                      |
| 62 | 13   | "A Protetora da Minha Irmã" "My Sister's Keeper"                 | 5 de Novembro, 2010                                | 9 de Abril, 2011      | 315                | 3.2                      |
| 63 | 14   | "Congelados" "Frozen"                                            | 27 de Novembro, 2010                               | 24 de Maio, 2011      | 312                | 4.4                      |
| 64 | 15   | "Um Conto da London" "A London Carol"                            | 3 de Dezembro, 2010                                | 17 de Dezembro, 2010  | 313                | 4.1                      |
| 65 | 16   | "A Peça é a Coisa" "The Play's the Thing"                        | 7 de Janeiro, 2011                                 | 24 de Maio, 2011      | 314                | 3.6                      |
| 66 | 17   | "Tornado: Parte 1" "Twister, Part 1"                             | 14 de Janeiro, 2011                                | 19 de Fevereiro, 2011 | 316                | 4.4                      |
| 67 | 18   | "Tornado: Parte 2" "Twister, Part 2"                             | 15 de Janeiro , 2011                               | 19 de Fevereiro, 2011 | 317                | 5.2                      |
| 68 | 19   | "Tornado: Parte 3" "Twister, Part 3"                             | 16 de Janeiro, 2011                                | 19 de Fevereiro, 2011 | 318                | 7.8                      |
| 69 | 20   | "Cobras em um Barco" "Snakes on a Boat"                          | 4 de Março, 2011                                   | 26 de Maio, 2011      | 319                | 3.8                      |
| 70 | 21   | "Noite de Baile" "Prom Night"                                    | 18 de Março, 2011                                  | 28 de Maio, 2011      | 321                | 3.0                      |
| 71 | 22   | "Graduação a Bordo" Graduation on Deck"                          | 6 de Maio, 2011                                    | 28 de Maio, 2011      | 322                | 4.6                      |